# Войцех Брудзевський
Войцех Брудзевський, Войцех з Брудзева, Альберт Брудзевський, лат. Albertus de Brudzewo (1446—1495) — польський учений, астроном, математик, філософ, педагог і дипломат. Видатний представник краківської математично-астрономічної школи.

## Біографія
Народився на початку 1446 року у селі Брудзево Турецького повіту або у селі Брудзево Слупецького повіту. У 1468 році він вступив на факультет вільних наук Краківської академії, через два роки отримав ступінь бакалавра, а в 1474 році — магістра. У 1476 році, будучи членом Малої колегії, він почав читати лекції з математики та астрономії. У 1483 році він був прийнятий до Великої колегії. Крім наукових дисциплін, він викладав філософію Арістотеля. У 1485 році він став деканом факультету мистецтв. У 1490 році він отримав ступінь бакалавра з богослов'я. Він був видатним професором Краківської академії, де викладав 20 років. Його учнями були Миколай Коперник, Бернард Ваповський, Міхал із Вроцлава та Конрад Целтіс. У 1494 році він поїхав до Вільнюса, до двору Олександра, великого князя литовського. Там він працював секретарем великого князя, а також виконував дипломатичні доручення. У Вільнюсі він написав трактат «Примиритель», оригінал якого досі не знайдено.
Належав до літературного товариства Літературного товариства «Вісла», заснованого німецьким гуманістом Конрадом Цельтісом.
Помер у квітні 1495 року у Вільнюсі.

## Наукова діяльність
Войцех з Брудзева явно не довіряв геоцентричній системі. Він був першим, хто заявив, що Місяць рухається по еліпсу і що тільки одна його сторона завжди звернена до Землі. Склав таблиці для обчислення положення небесних тіл. У 1482 році він написав «Commentariolum super Theoricas novas planetarum Georgii Purbachii […] per Albertum de Brudzewo» — коментар до підручника Георга фон Пурбаха «Нова теорія планет» (Theoricae novae planetarum). Войцех Брудзевський не приховував своєї думки про недосконалість системи Птолемея. Він показав невідповідність багатьох спостережень теорії Птолемея. Проте він не довів висновків до кінця, не намагався створити власну теорію. Знеохочений до цієї науки, втративши віру в її пізнавальні можливості, він перейшов до філософії Арістотеля. Незабаром після цього він покинув університет.

### Основні роботи
- Commentaria utilissima in theoricis planetarum, Milano 1495, drukarnia U. Seizenzeler
- Conciliator (1494—1495), ймовірно, теологічний трактат, втрачено
- Tabulae de mediis et veris motibus planetarum super meridianum Pragensem, неопублікований рукопис, Bodlejany Canon Misc. 499, k. 72-118

### Листи та матеріали
- Лист до К. Цельтеса, 1492, Краків (опубліковано в: J. Fritz «List Brudzewskiego do Celtisa», Eos 1911)
- Лист від Яна Урсіна, 22 листопада 1493 або 1494 (опубліковано в: J. Ursinus Modus epistolandii, Norymberga 1495—1496, drukarnia K. Hochfeder)
- Матеріали до історії діяльності університету (див. Conclusiones Uniwersitatis Cracoviensis ab anno 1441 ad annum 1589, wyd. H. Barycz, Kraków 1933)

## У масовій культурі
Войцех Брудзевський з'являвся як головний герой фінальної частини манґи 2020 року «Про рух Землі», яка була адаптована в аніме у 2024 році студією Madhouse.

## Виноски
1. ↑  В університетських записах його зазвичай називають Альбертом з Брудзева. Лише одного разу в Liber Promotionum з 1485 року було написано, що підвищення відбулося за часів деканату «Alberti Blār de Brudzewo». Тут є незвичайна абревіатура, яку деякі дослідники розгадали як прізвище «Блар» або «Бларер», що нібито є доказом німецького походження. Маріан Фрідберг стверджує на основі власного дослідження, що Альберт був бакалавром богослов'я, а «Blār» — це, ймовірно, абревіатура від «бакалавр».
2. ↑  У XVII столітті краківський астроном Брожек записав переказ, згідно з яким Коперник був учнем Войцеха з Брудзева, який у той час не читав публічних лекцій, а викладав приватно поза університетом[3].